# Leptotarsus (Macromastix) longioricornis
Leptotarsus (Macromastix) longioricornis is een tweevleugelige uit de familie langpootmuggen (Tipulidae). De soort komt voor in het Australaziatisch gebied.